# Стеблевский, Алексей Кузьмич
Алексей Кузьмич Стеблевский (1911, пос. Звенигородка, Украина — 1999, Львов, Украина) — участник Великой Отечественной войны, гвардии майор. Герой Советского Союза (1945).

## Биография
Алексей Кузьмич Стеблевский родился 27 марта 1911 года в посёлке Звенигородка (ныне город Черкасской области, Украина), в семье рабочего. Украинец. Член ВКП(б) с 1943 года. Окончил 7 классов. Жил в посёлке Мисхор Ялтинского района. Работал слесарем.
В РККА призван в 1933 года. В 1940 году окончил курсы младших лейтенантов. Участник Великой Отечественной войны с июня 1941 года. В 1943 году окончил курсы «Выстрел».
Командир батальона 289-го гвардейского стрелкового полка (97-я гвардейская стрелковая дивизия, 5-я гвардейская армия, 1-й Украинский фронт) гвардии майор Стеблевский А. К. умело организовал 26 января 1945 года форсирование Одера. Батальон овладел опорным пунктом противника северо-западнее города Оппельн (Ополе, ПНР), нанеся врагу большой урон в живой силе.
Звание Героя Советского Союза присвоено 27 июня 1945 года.
С 1946 года майор Стеблевский А. К. в запасе. Жил в городе Львов. В 1949 окончил областную партийную школу. Работал заместителем директора художественного училища, инструктором Львовского горкома КПСС, директором кинотеатра.
Умер 12 мая 1999 года. Похоронен во Львове.

## Награды и звания
- Звание Герой Советского Союза (Указ Президиума Верховного Совета СССР от 27 июня 1945 года):
  - орден Ленина № 52515,
  - медаль «Золотая Звезда» № 7819;
- орден Александра Невского № 8381 (приказ Военного совета 5-й гвардейской армии № 42/н от 2 сентября 1944 года);
- орден Отечественной войны I степени (Указ Президиума Верховного Совета СССР от 11 марта 1985 года);
- орден Отечественной войны II степени № 142757 (приказ Военного совета 5-й гвардейской армии № 03/н от 3 февраля 1944 года);
- медаль «За боевые заслуги» № 1532709;
- медаль «За победу над Германией в Великой Отечественной войне 1941—1945 гг.» (Указ Президиума Верховного Совета СССР от 9 мая 1945 года);
- медали СССР.